# Collage
Die Collage (IPA: [kɔˈlaːʒə] oder [kɔˈlaːʃ], anhörenⓘ) ist sowohl eine Technik der Bildenden Kunst als auch ein in dieser Technik geschaffenes Kunstwerk.
Herkömmlich wird ein neues Ganzes geschaffen, indem verschiedene Elemente auf eine Unterlage aufgeklebt werden, wovon sich auch die Bezeichnung ableitet (zu französisch coller „kleben“). Collage gibt es auch jenseits der Grenzen der bildenden Kunst, nämlich als Musikvideos im Stile von Yes We Can, als literarische Collagen im Stil von Walter Kempowski, als Text- und Klangcollage wie etwa Alfred Anderschs Der Tod des James Dean oder als Text-Bild-Collagen wie die von Herta Müller.
Im frühen 21. Jahrhundert etablierten sich von Benutzern selbst hergestellte Video-Collagen als fester Bestandteil der Netzkultur, insbesondere durch Streaming- und Videoplattformen wie YouTube. Auch Memes werden häufig als Grundlage für Collagen verwendet, wenn ein Meme eine angesprochene Person oder Thematik einbeziehen soll.

## Begriff
Der Begriff Collage ist entlehnt aus dem Französischen. Um 1910 begannen Georges Braque und Pablo Picasso, auf Bilder Teile aus anderen Materialien wie Zeitungen oder Tapeten aufzukleben, und nannten das Ergebnis papier collé („geklebtes Papier, Klebebild“), was später zu collage („[das] Leimen, Aufkleben“) vereinfacht wurde.
Collage und collé sind Ableitungen des Verbs coller („leimen, kleben“), das selbst vom Substantiv colle („Leim“) abstammt. Das Substantiv wiederum kann über (nicht nachgewiesenes) vulgärlateinisches *colla auf altgriechisch κόλλα kόlla zurückgeführt werden, das gleichfalls die Bedeutung „Leim“ besitzt.

## Merkmale

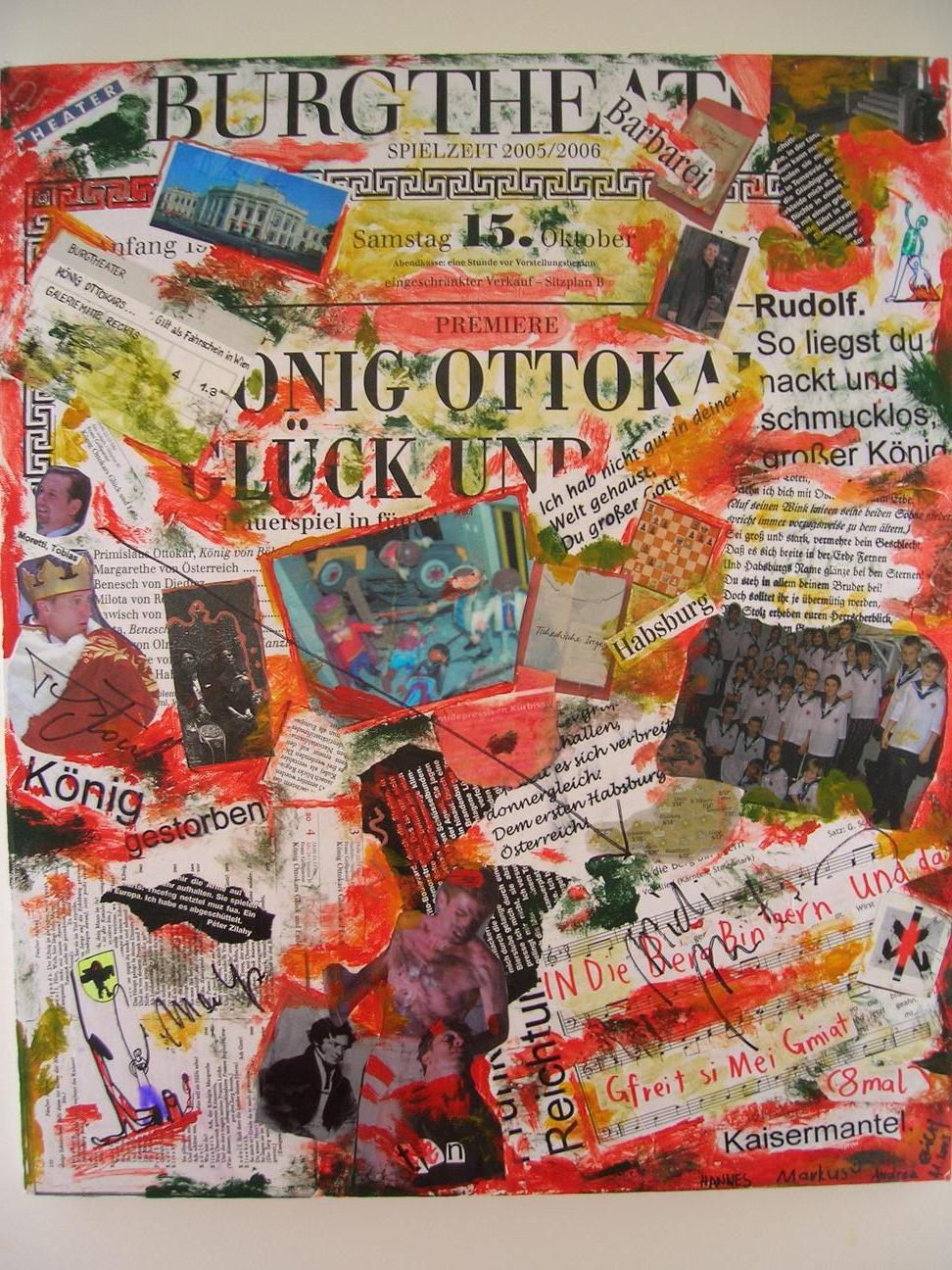
Collage mit Fotocollagetechnik

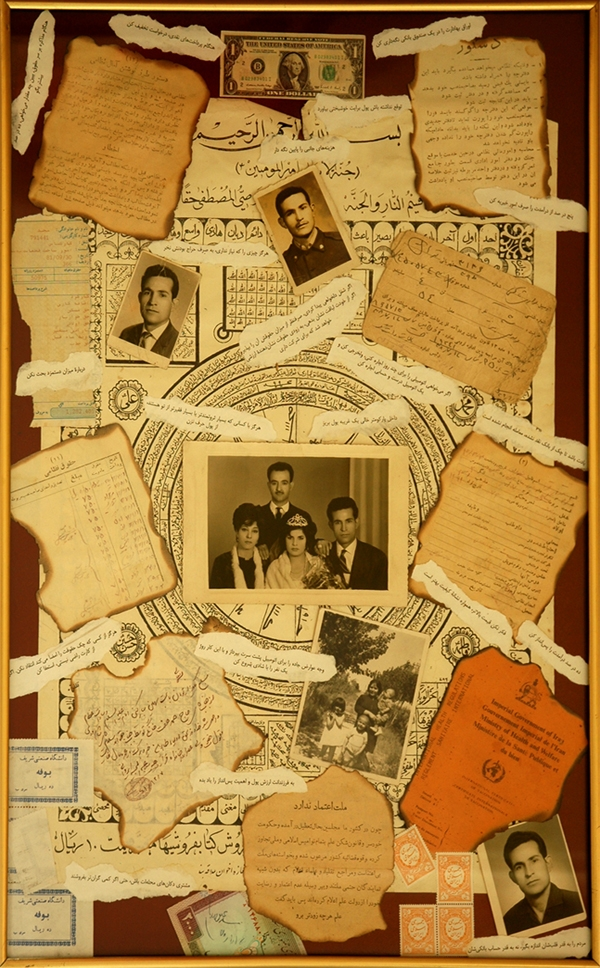
Collage als „familiäre Erinnerung“ mit Fotos, Briefen, Dokumentenauszügen und sonstigen Texten

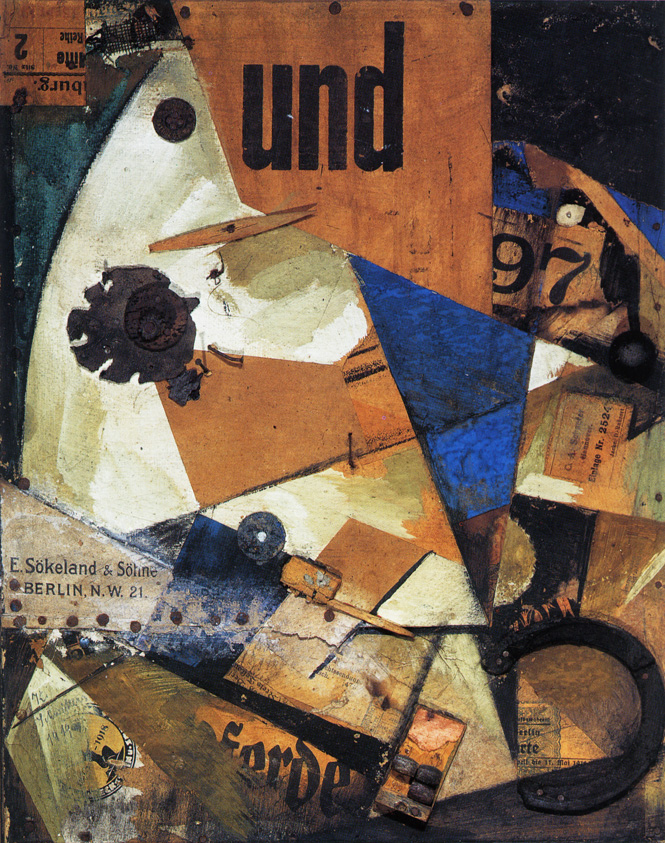
Kurt Schwitters: Das Undbild, 1919, Staatsgalerie Stuttgart

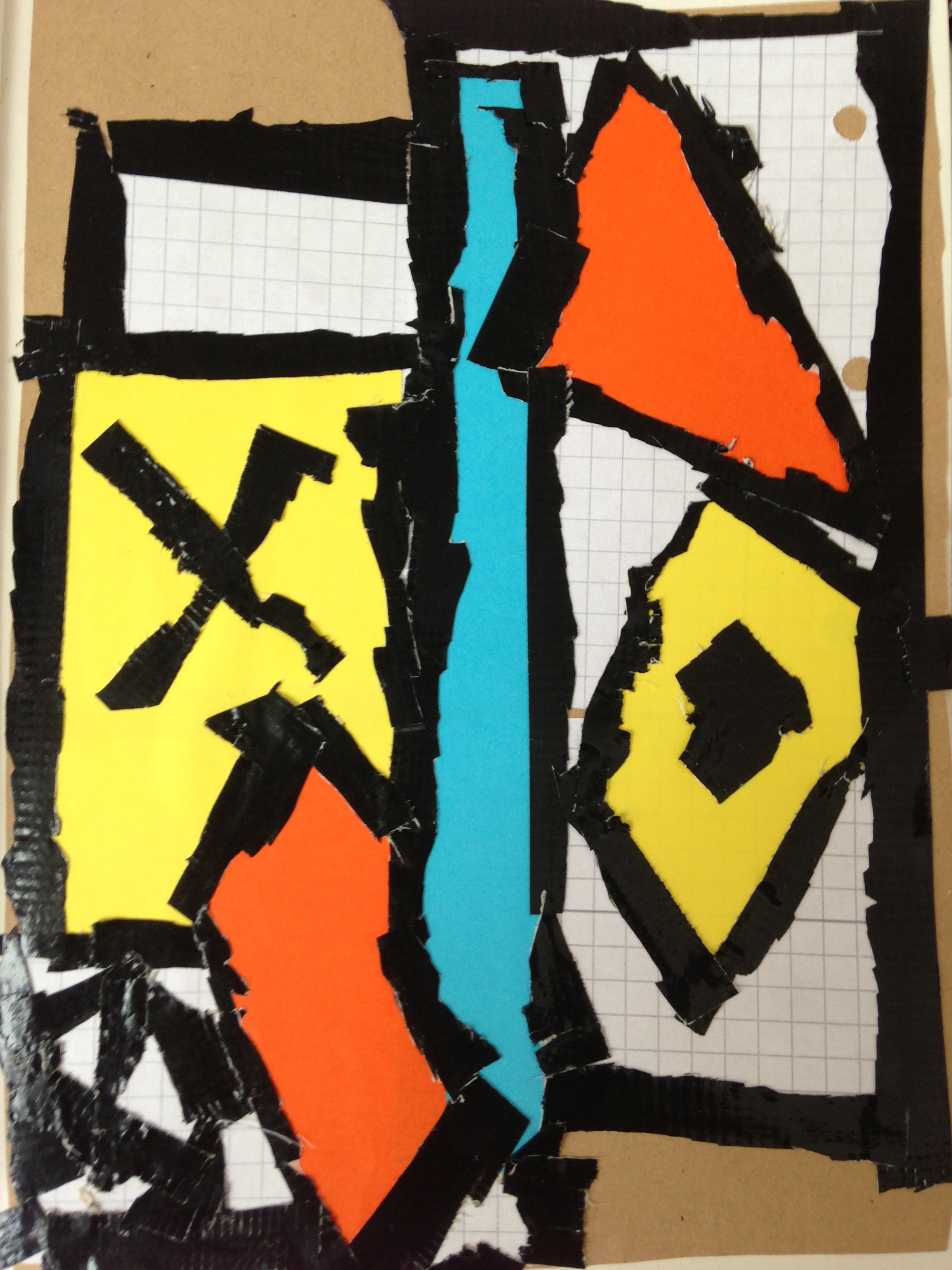
Collage in Verbindung mit grafischen Elementen

Eine künstlerische Collage kann beispielsweise Zeitungsausschnitte, Bänder, farbige Papierstücke, Fotografien enthalten, die auf einen festen Untergrund oder Leinwand geleimt wurden. Die frühen Collagen des Kubismus nennt man Papier collé. Weitere Anwendungsgebiete sind die Fotocollage und die Diacollage, die ganz oder zum großen Teil aus Fotografien, Teilen von Fotografien oder Diamaterial bestehen. Die Décollage bezeichnet das Abreißen von Oberflächen, beispielsweise bei Plakatabrissen, um die darunter liegenden Schichten sichtbar zu machen. Werden plastische Gegenstände miteinander kombiniert, so verwendet man dafür den Begriff Objet trouvé.
Das Prinzip der Collage wurde auch auf andere Kunstgattungen übertragen, etwa auf die Musik/Akustische Kunst (Klang-, Ton- oder Musikcollagen, siehe dazu unter anderem im Artikel „Sampling (Musik)“), auf die Literatur (siehe Montage (Literatur)) und den Film.
Eine Übertragung der Collagetechnik auf dreidimensionale Objekte findet in der Assemblage statt.

## Musikalische Collage
Die musikalische Collage ist die Zusammenfügung verschiedener eigenständiger Kompositionen zu einem neuen Musikwerk. Während das Medley oder das Potpourri die einzelnen Werke mit mehr oder weniger durchkomponierter Modulation miteinander verbinden, ist die Collage durch die fehlenden Übergänge und die damit verbundenen Klangreibungen gekennzeichnet. Diese Friktionen sind vom Komponisten der Collage beabsichtigt.

## Theatercollage
Collagen gibt es auch in der darstellenden Kunst. Eine Theatercollage setzt sich aus szenischen, poetischen und literarischen Elementen zusammen und dient oftmals der Interpretation zeitgeschichtlicher oder gesellschaftskritischer Werke (so beispielsweise im polnischen Theater vor dem Fall des Eisernen Vorhangs).

## Filmcollage und Bildmontage
Aus dem Wunsch, aus Einzelbildern ein neues Bild zusammensetzen zu können, entwickelte sich mit den technischen Möglichkeiten des Films die Fotomontage als Kunstform, und später die kreative Videomontage.
Während Zelluloidfilmstreifen und Legetricktechnik, wie sie von Terry Gilliam für Sequenzen der Komikergruppe Monty Python eingesetzt wurde, grundsätzlich immer eine Collage ermöglichen, wurde die Filmcollage erst durch digitale Möglichkeiten und die Netzkultur nach den 2010er Jahren unter Internetnutzern beliebt.
Dabei werden Teile von anderen Videos oder Animationen, oft auch nur Bildausschnitte davon, mit anderen Aufnahmen zusammengebracht und gegebenenfalls durch Effekte optisch verfremdet und in einen neuen Kontext gesetzt. Urheberrechtlich ergeben sich hierbei ähnliche Probleme wie bei Coverversionen, Remixes und Sampling in der Musikproduktion, weshalb auf YouTube Selbstreferenzen zwischen aktiven und bekannten Webvideoproduzenten in Collagen häufiger zu finden sind als Bildausschnitte aus Produktionen von Filmstudios, welche zuvor die Memekultur geprägt haben.
Referenzierende Filmcollagen, oft unterlegt durch kurze, fast schnipselartige Remixes, sind ein beliebter Bestandteil von Eigenproduktionen auf Videoplattformen wie YouTube geworden. Die entstehenden Werke prägen mehr einen Stil zum Zweck der Unterhaltung als der Kunst.

## Collagekünstler und beispielhafte Werke
- John Elsas (1851–1935), ein Autodidakt und Vertreter der Art brut
- André Evard (1876–1972)
- Pablo Picasso (1881–1973)
- Georges Braque (1882–1963)
- Alexandra Povòrina (1885–1963)
- Raoul Hausmann (1886–1971)
- Kurt Schwitters (1887–1948), Bauhauskünstler
- Hannah Höch (1889–1978), Dada-Pionierin
  - Schnitt mit dem Küchenmesser durch die letzte Weimarer Bierbauchkulturepoche Deutschlands, 1919
  - Die ewigen Schuhplattler, 1933
- Alexander Michailowitsch Rodtschenko (1891–1956)
- Max Ernst (1891–1976)
  - La femme 100 têtes, 1929, Une semaine de bonté, 1934
- Marianne Brandt (1893–1983), Bauhauskünstlerin
- László Moholy-Nagy (1895–1946), Bauhauskünstler
- Jindřich Štyrský (1899–1942)
- Lee Krasner (1908–1984)
- Wolfgang Hildesheimer (1916–1991)
- Peter Weiss (1916–1982)
- Otto S. Grewe (1917–1965)
- Ror Wolf (1932–2020)
- Gian Carlo Riccardi (1933–2015)
- Jürgen Claus (1935–2023)
- Natias Neutert (1941)
- István Horkay (* 1945)
- Annegret Soltau * (1946)
- Lutz Dammbeck (* 1948)
- Kriki (* 1950)
- Herta Müller (* 1953)
- Matthias Kunkler (1957–1997)
- Volker Steinbacher (* 1957)
- Antje Siebrecht (1958–2013)
- Rosa Lachenmeier (* 1959)
- Dave McKean (* 1963)
- Wangechi Mutu (* 1972)
- Terry Gilliam (* 1940)
- Hungriger Hugo (* 2000, bürgerl. Name unbekannt, auf YouTube)[7]

## Kunstrichtungen, bei denen Collagen und Montagen eine große Rolle spielten

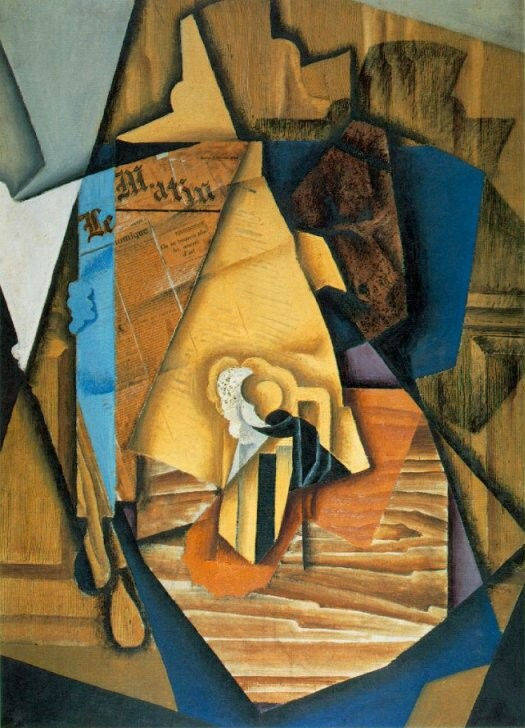
Collage von Juan Gris: Mann im Café, 1914, Öl und Klebebild

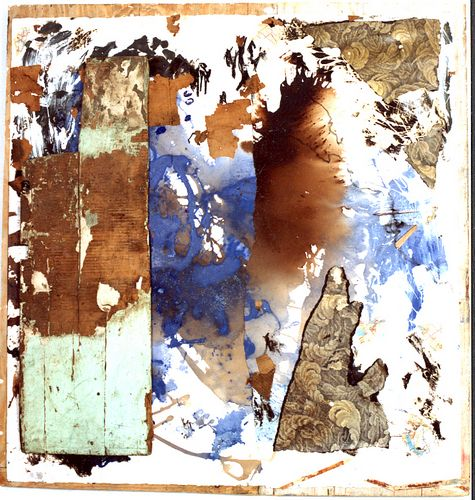
Collage von Emmanuel Flipo, 1998

- Kubismus (1907–1921/1940), Kunstrichtung mit höherem Abstraktionsgrad, zeigt häufig die Bildgegenstände zersplittert und von mehreren Seiten.
  - Pablo Picasso (1881–1973)
  - Georges Braque (1882–1963)
  - Juan Gris (1887–1927).

Erstmals wurden echte Objekte auf die Leinwand geklebt: alte Tapeten, Musiknoten, Glas, Zeitungspapier; die Collage wurde zur Kunsttechnik erhoben (siehe auch: Papier collé).
- Dadaismus (1916–1922/25), eine Protestbewegung gegen Krieg, Stumpfsinn und Bürgertum
  - Marcel Duchamp (1887–1968)
  - Man Ray (1890–1976)
  - Hannah Höch (1889–1978)

Höch gilt als die Erfinderin der Fotomontage, eine Technik, die sie mit Raoul Hausmann entwickelte und die rasch von Johannes Baader, John Heartfield und George Grosz aufgegriffen wurden.
- Surrealismus (1924–1930), ausgelöst durch die Beschäftigung mit dem Unbewussten, Texten von Sigmund Freud.
  - Max Ernst (1891–1976)
  - Salvador Dalí (1904–1989)
  - Joan Miró (1893–1983)
  - René Magritte (1898–1967)

Typisch für den Surrealismus war der spielerische Cadavre Exquis, der auch als Inspirationsquelle für „große“ Kunstwerke diente.
- Pop Art (1958–1968), Produkten der Massenindustrie sind Thema, in den Gemälden, Collagen, Skulpturen, Fotomontagen und Happenings tauchen Bier- und Suppendosen, Comicstrips und Werbetafeln auf.
  - Richard Hamilton
  - Jasper Johns
  - Robert Rauschenberg (Collagen aus Decken und Kissen)

- Fluxus (1960–1975/bis heute, Postmoderne), neodadaistische Strömung mit viel Aktionskunst (lat. fluxus = das Fließen).
  - George Maciunas
  - Joseph Beuys
  - Wolf Vostell
  - Yoko Ono
  - George Brecht
  - Al Hansen
  - Dick Higgins
  - Nam June Paik
  - Charlotte Moorman
  - Ben Vautier
  - Emmett Williams

- Mail Art (1970 bis heute)
  - Ray Johnson
  - John Evans
  - Guy Bleus
  - Robert Rehfeldt
  - Jürgen O. Olbrich

- Situationismus (1951–1972)

## Urheberrecht
Urheberrechtlich ist die Collage umstritten. Man kann in ihr eine unfreie Bearbeitung, bei der die Genehmigung der Werke fremder Urheber eingeholt werden muss, oder eine freie Bearbeitung sehen. Eine freie Bearbeitung liegt vor, wenn der Eindruck des Originals gegenüber demjenigen der neuen Werke „verblasst“.